# Twilight of the Gods (album)
Twilight of the Gods è il sesto album in studio del gruppo musicale black metal svedese Bathory, pubblicato nel 1991 dalla Black Mark.

## Il disco
Con questo album è continuato l'approccio verso il viking metal, genere che il gruppo ha contribuito a creare alcuni anni prima nei dischi Blood Fire Death e Hammerheart, mostrando nuove influenze provenienti dal doom metal e dalla musica classica; il titolo stesso è preso da un'opera di Richard Wagner. Nelle intenzioni originarie di Quorthon, questo avrebbe dovuto essere l'ultimo disco dei Bathory.

## Tracce
1. Prologue - Twilight of the Gods - Epilogue – 14:02
2. Through Blood by Thunder – 6:15
3. Blood and Iron – 10:25
4. Under the Runes – 5:59
5. To Enter Your Mountain – 7:37
6. Bond of Blood – 7:35
7. Hammerheart – 4:57

La versione "Remastered" del disco, commercializzata nel 2003, unisce le tracce 1–2–3 in una sola.

## Formazione
- Quorthon - chitarra e voce
- Kothaar - basso
- Vvornth - percussioni e batteria